# 吉田翔
吉田 翔（よしだ しょう、Syoh Yoshida、1984年1月24日 - ）は、愛知県名古屋市生まれの日本画家、水墨画家、アーティスト。2008年に大阪成蹊大学芸術学部美術学科絵画表現領域日本画工房研究課程修了。

## 来歴
京都を拠点に大学在学時より日本画の代表的な素材である墨と胡粉のみを用いたモノクロームの絵画作品を展開させ、2004年に大阪成蹊大学芸術学部学内ギャラリー・スペースBで開催されたグループ展「B-port -余白の地 - 」より本格的に作家活動を開始する。
2006年、初個展「Beautiful Thing  -美しいこと- 」（spaceB／京都）、個展「Dark Lake -黒い湖 - 」（CASPER’S Gallery／東京）を開催。「Dark Lake -黒い湖 - 」は、その模様が中国・香港のクリエイティブ・ライフスタイル情報誌「The Outlook Magazine 新视线」（2007年第54期10月号／Moden Media 社-参照）に見開き2ページに渡り大きく取り上げられ、その後も同社「LOHAS 乐活杂志」（2009年1月号／Moden Media社-参照）に3ページに渡り大きく取り上げられるなど、海外でも注目されている。
2006年は、株式会社川島織物セルコンの浴衣ブランド「METEYUNDE」のデザイナーを担当するなど活動の幅を広げており、吉田翔デザインの浴衣「Float Flower」は、女優・宮崎あおいが着用するなど注目を浴びた（ゆかた&夏きもの 着こなしBOOK 2006年度版／インデックス社-参照）。2008年には、髙島屋新宿店にて個展「Night Trace - 夜の跡 -」、香港・海港城美術館（Harbour City）にて個展「Distant Promise - 遠い約束 - 」を開催。
2015年には、吉田翔のデザインによるオリジナル図案のゆかたを、各社共に天保年間創業の老舗呉服商である竺仙、髙島屋との共同開発により、限定反物とプレタポルテ（高級既製品）として発表。
また、近年の絵画作品は、京表具伝統工芸士（典雅堂｜京都）と協力し、日本の古典的な表装様式を保ちつつも、「現代建築に適した表具」をコンセプトに、モダンにアレンジした掛軸や屏風に作品を仕立て発表している。彼の絵画作品は「1223現代絵画」（現・LONGHOUSE PROJECTS／New York）などの著名なコンテンポラリーアートのプライベートコレクションにも収蔵されており、国内を問わず、ソウル、上海、香港、台湾、ニューヨークやストックホルムなどのプライベート・アートコレクターから指示されている。
主な実績は、2007年「京都府美術工芸新鋭選抜展 -新しい波- 2007」（京都府文化博物館／京都）入選、2008年「第11回岡本太郎現代芸術大賞」入選、2012年「第5回東山魁夷記念日経日本画大賞展」入選、2015年「琳派400年記念 新鋭選抜展 -琳派の伝統から、RIMPAの創造へ-」入選などがある。
現在は京都を拠点に国内外での個展開催やグループ展参加や、持ち前のヴィジュアルセンスを活かし、様々なデザインプロジェクトへの参加など、クリエーターとして幅広く活動を行っている。
2009年から大阪成蹊大学芸術学部美術学科絵画研究室講師を務める。

## 画風
道端に咲く花や光と戯れる夜の街、日常の何気ない風景を絹に墨と胡粉という日本画の素材で描き続ける吉田翔。日本画出身の作家と聞いて一瞬驚くのは、その作品がマチエールを感じさせず、まるでコントラストの強いモノクロ写真と見間違うからではないだろうか。しかし作品に近づいてみると、吸い込まれそうな漆黒が実は松煙墨、発光しているように眩しい白が白鷺胡粉によって描かれている、正に絵画なのだということを確認する。作品はあくまでシンプルでストイック。展示空間の中で静かに呼吸しているように感じる作品たちは、「主張し過ぎていない、品のある絵。ただそこに佇んでいるような感じの絵が描きたい」、「一枚の絵を見るというよりは、俯瞰して空間の中にどうあるか」を考えながら制作する吉田の言葉そのままと言えるだろう。（個展「Insphere - つつみ込まれるように -」案内状紹介文より抜粋／イムラアートギャラリー）

## 経歴
- 1984年 愛知県名古屋市生まれ
- 2001年 河合塾美術研究所名古屋校日本画専科修了
- 2003年 成安造形短期大学造形芸術科美術コース日本画クラス卒業
- 2006年 大阪成蹊大学芸術学部美術工芸学科絵画表現領域日本画工房卒業
- 2008年 大阪成蹊大学芸術学部美術学科絵画表現領域日本画工房研究課程修了
- 2009年 大阪成蹊大学芸術学部美術学科絵画研究室講師

## 個展歴
- 2006年
  - 「Beautiful Thing  -美しいこと- 」spaceB （京都）
  - 「Dark Lake -黒い湖 - 」CASPER’S Gallery （東京）
- 2007年
  - 「Day full of rain - 雨の降る日に -」 イムラアートギャラリー（京都）
  - 「Day full of rain - 雨の降る日に -」 CASPER’S Gallery （東京）
- 2008年
  - 「Night Trace - 夜の跡 -」 髙島屋新宿店 （東京）
  - 「Distant Promise - 遠い約束 -」 海港城 Harbour City （香港）
- 2009年
  - 「Insphere - つつみ込まれるように -」 イムラアートギャラリー（京都）
- 2011年
  - 「White Lake - 白い湖 -」 JR大阪三越伊勢丹（大阪）
- 2015年
  - 「Water Ink - 水墨 -」 大丸松坂屋百貨店・松坂屋名古屋店（愛知）

## グループ展歴
- 2004年
  - 「B-port -余白の地 - 」spaceB（京都）
  - 「ALTERNATIVE MOOD OF 友禅」京都芸術センター（京都）
  - 「CANZUME」GALLERY MARONIE （京都）
  - 「ART UNIV. 2004」キャンパスプラザ京都（京都）
- 2005年
  - 「ART BEAT KYOTO 2005」元・立誠小学校／ART ZONE／新風館（京都）
  - 「Beyond the Image」GALLERY WKS （大阪）
  - 「大パノラマ絵画展／eductive」徳島県立近代美術館（徳島）
- 2006年
  - 「大阪成蹊大学・ソウル大学校 交流展」TOPOHAUS GALLERY（韓国）
  - 「京都芸術センター夏休み企画 - くもならべ／Under the Cloud」京都芸術センター（京都）
- 2007年
  - 「京都府美術工芸新鋭選抜展 -新しい波- 2007」京都文化博物館（京都）
- 2008年
  - 「第2回大阪成蹊大学・ソウル大学校 交流展」ソウル大学校内ギャラリー（韓国）（文部科学省大学高度化推進事業）
  - 「第11回岡本太郎現代芸術賞展」川崎市岡本太郎美術館（神奈川）
- 2009年
  - 「ART FAIR TOKYO 2009」東京国際フォーラム／東京ビルTOKIAガレリア（東京）
- 2010年
  - 「BMW ART CAR - Illustration for BMW M6 Cabriolet」 BMW（ショールーム全国各店）
- 2011年
  - 「ISETAN JAPAN SENSES」伊勢丹新宿店（東京）
  - 「FANATIC MONOCHROME™ - アートに見るモノクローム表現世界の現在 -」spaceB（京都）
- 2012年
  - 「第5回東山魁夷記念 日経日本画大賞展」上野の森美術館（東京）
  - 「MEME｜アートに見る「ミーム」書・版画・日本画に見る伝統、技術、現代性の探求」 渋谷ヒカリエ8階・8/02・CUBE 1,2,3（東京）
- 2013年
  - 「ART FAIR TOKYO 2013」 東京国際フォーラム（東京）
  - 「松坂屋アートセレクション -若手現代アーティストと草間彌生などの美の競演-」松坂屋名古屋店（愛知）（あいちトリエンナーレ2013・パートナーシップ事業）
- 2014年
  - 「TOKYO GRAPHIC PASSPORT 2014 IN NEW YORK」 +81 GALLERY、IRIS & B.GERALD CANTOR / FILM CENTER NYU（ニューヨーク）
  - 「第19回総合水墨画展・特別展・現代水墨作家展」（特別招待作家）国立新美術館（東京）
- 2015年
  - 「琳派400年記念 新鋭選抜展 -琳派の伝統から、RIMPAの創造へ-」京都文化博物館（京都）
  - 「+81 GALLERY Anniversary Exhibition」、+81 GALLERY（ニューヨーク）
  - 「高島屋NIPPONものがたり 2015・竺仙展（吉田翔オリジナルゆかた展示）髙島屋・新宿店, 日本橋店, 横浜店, 大阪店, 京都店, 名古屋店・巡回
  - 「第20回総合水墨画展・特別展・現代水墨作家展」（特別招待作家）国立新美術館（東京）
  - 「Charity Dinner for BirdLife International in Kyoto - Presented by Amon Miyamoto -」（上賀茂神社・奉納劇「降臨」（作・演出：宮本亜門／語り部：小雪）・千秋楽後のアフターパーティー会場にて金屏風作品をライブペインティング展示）、愛染倉（京都）
  - 「京・焼・今・展2015＋琳派 / MODERN KYOTO CERAMIC 2015」（長樂窯・樂焼・小川裕嗣氏、未生流笹岡・家元・笹岡隆甫氏、水墨画家・吉田翔のコラボレーション展示）建仁寺塔頭・両足院（京都）
  - 「温故知新の絵画展－現代に息づく琳派と大正ロマン」松坂屋静岡店（静岡）
- 2016年
  - 「現代水墨 2015」（「第20回総合水墨画展・特別展・現代水墨作家展」の名作選抜展示）永井画廊（東京）
  - 「頼山陽史跡資料館 特別展 - 水墨画の旗手たち -」広島県立歴史博物館分館・頼山陽史跡資料館（広島）
  - 「新世代展 - 未来への挑戦 - 岩田壮介・水谷誠考・吉田翔・山髙徹 -」松坂屋静岡店（静岡）
  - 「第21回総合水墨画展・特別展・現代水墨作家展」（特別招待作家）国立新美術館（東京）
  - 「Minotti Living Attendant 2016」（吉田翔の水墨画作品とフラワーアーティストの小野寺衆氏のフラワーアレンジメントによるコラボレーション展示）Minotti Japnan（東京）
  - 「UZUMASA EDO SAKABA 太秦江戸酒場 －幕末・夏祭り－ 伊藤若冲と華の間」（樂焼・長樂次期四代目・小川祐嗣氏、フラワーアーティスト・田中孝幸氏、アートディレクター・川上俊氏、水墨画家・吉田翔のとのコラボレーション展示）東映太秦映画村（京都）

## 受賞歴
- 2006年 「大阪成蹊大学芸術学部綜合芸術センター学生企画公募 2006」最優秀企画賞
- 2007年 「京都府美術工芸新鋭選抜展 -新しい波- 2007」入選（推薦公募）[3]
- 2008年 「第11回岡本太郎現代芸術賞」入選（一般公募）[4]
- 2012年 「第5回東山魁夷記念 日経日本画大賞」入選（推薦公募）[5]、推薦人：中谷至宏（当時・元離宮二条城学芸員／現・京都国際現代芸術祭 PARASOPHIA キュレーター）
- 2015年 「琳派400年記念 新鋭選抜展 -琳派の伝統から、RIMPAの創造へ-」入選（推薦公募）[6]

## 主な参考文献
- 2012年 カタログ『第5回東山魁夷記念 日経日本画大賞展』、推薦文「吉田翔ー白い湖」、執筆・中谷至宏（当時・元離宮二条城学芸員／現・パラソフィア京都国際現代芸術祭キュレーター）、株式会社日本経済新聞社
- 2014年 月刊誌『月刊水墨画』、4月号・通巻 300号、特集記事「水墨画の最前線・深い黒を醸し出す表現の探求ー吉田翔、執筆・立島恵（佐藤美術館学芸部長）、p.62-63、株式会社ユーキャン
- 2014年 月刊誌『月刊水墨画』、７月号／通巻 303号、作家通信「ニューヨークでの作品展示と欧米での現代中国水墨画事情ー吉田翔」、執筆・吉田翔、p.91、株式会社ユーキャン
- 2016年 展覧会カタログ『頼山陽史跡資料館 特別展 - 水墨画の旗手たち -』、広島県立歴史博物館分館・頼山陽史跡資料館、執筆・島尾新（学習院大学教授）、村田隆志（大阪国際大学准教授）

## 著書
- 2007年  作品集「SYOH YOSHIDA」自費出版

## コミッションワーク
- 2006年 「KAWASHIMA YUKATA COLLECTION 2006」株式会社川島織物セルコン
- 2010年 「BMW ART CAR - Illustration for BMW M6 Cabriolet」BMW AG.
- 2011年 「Bell Orgal Collection for more trees」一般社団法人more trees
- 2015年 「2015 TAKASHIMAYA YUKATA COLLECTION」株式会社髙島屋